# Gollenberg (Havelland)
Gollenberg település Németországban, azon belül Brandenburgban. Lakosainak száma 409 fő (2023. december 31.).

## Népesség
A település népességének változása:
| Lakosok száma | 407  | 405  | 410  | 404  | 409  |
|               | 2017 | 2019 | 2021 | 2022 | 2023 |